# Río Tuparro
Río Tuparro är ett vattendrag i Colombia.   Det ligger i departementet Vichada, i den östra delen av landet, 700 km öster om huvudstaden Bogotá.